# Четфалва
Четфалва (угор. Csetfalva) — село в Берегівській громаді Берегівського району Закарпатської області України. Відстань до райцентру становить близько 20 км і проходить автошляхом E58. Поблизу села протікає річка Тиса, за якою розташована Угорщина. 

## Населення

### Мова
Розподіл населення за рідною мовою за даними перепису 2001 року:
| Мова       | Кількість | Відсоток |
| ---------- | --------- | -------- |
| угорська   | 735       | 97.35%   |
| українська | 18        | 2.38%    |
| російська  | 2         | 0.27%    |
| Усього     | 755       | 100%     |

## Історія
Колишня назва — Четово.
Уперше згадується у 1341 році під назвою Villa Chet. За припущенням істориків, назва походить від прізвища засновника села Чета. Назва Четфалва походить з 1408 року від власного імені. За легендою село дістало назву від свого засновника Чета. Першими його відомими власниками були члени родини Szécsi. У 1418 році у власності Пала Сейчі та його сина Якуба що отримали його від короля Сигізмунда як королівський подарунок. У 1498 році члени родини  Tarczy отримали село у часткове право власності. У 1513 році Lónyay Albert та його дружина придбали село у Сари, вдови Яноша Тарчі, за вічною ціною.
Наприкінці XV ст. в селі Chedfalwa діяла митниця, була збудована католицька церква.  В 1566 р. Четові було спустошене під час татарського набігу.
У 1600 році власниками поселення були: Rákóczi Zsigmond, Lónyay István, Réthey Péter, Mikolay István, Anarcsi Péter, Báthory István, Melith Pál.
В останні роки 1800-х років власниками селища були: сім'ї Abonyi, Buday, Csató, Lónyay, Pogány.
1904 р. Міністерство внутрішніх справ Угорщини затвердило герб селища, базований на давній печатці Четфалви XVI століття: на срібному тлі - зелений пагорб, увінчаний шляхетською короною, з якої проростають чотири хлібні колоски.

## Визначні пам'ятки

### Реформатський храм
У 1645 році в місцевій хроніці йдеться про міцну реформатську громаду, якій належав простої форми храм XV сторіччя, що давніше був католицьким. Храм вимуровано з каменю, зовні й всередині стіни поштукатурено і побілено. Наву накрито високим двосхилим дахом, п’ятигранне приміщення вівтаря значно менше і вужче, відділене від нави стрілчастою аркою. Південно-західний кут зміцнено контрфорсом.

### Храм Святого Духа
В модерністських формах, який почергово використовують римо-католицька і греко-католицька громади села. Культова споруда не лише відрізняється оригінальною геометрією, але й дуже вдало вписується в ландшафт, створюючи із старовинною реформатською церквою вдалу композицію. Таким чином, окрім іншого, підкреслюється відсутність розбіжностей та розбрату між християнськими конфесіями. В 2009 році біля храму був зведений пам’ятник Святій Марії.
Інтер’єр храму прикрашають різьблені розп’яття, чаші, свічники та амвон. інтер'єр костелу-церкви: з боків вівтарної частини - вишуканих кольорів іконостас, а посередині - розкішне різбленне розп'яття. Виноградна лоза пнеться від сонму святих у підніжжя Древа життя вгору, до голуба в ореолі, символу святого духа.

### Інші пам'ятки
- В широкому міжвуличному просторі (сквері) в 2000 році встановлений дерев’яний пам’ятник королю Святому Іштвану.
- В 1989 році на сільському цвинтарі був встановлений могильний камінь жертвам сталінського режиму, в 2001 р.
- Монумент в пам’ять загиблих у Другій світовій війні.

## Відомі люди
- Тут народився Саплончай Емануель (угор. Szaplonczai Szaplonczay Manó dr., 11 жовтня 1856 - Капошвар, 3 вересня 1916) - угорський лікар, головний лікар округy Шомодь, «Великий друг озера Балатон, творець рекреаційної зони Бейлателеп». Організатор правил купання на озері Балатон, на честь нього названо набережну в місті Фоньод (Fonyód).
- В 1847 р. під час будівельних робіт з регулювання річки Тиси, село відвідав видатний державний діяч Угорщини, граф Іштван Сечені. З цього приводу на стіні будівлі фельдшерського пункту в 1999 р. Товариством угорської культури Закарпаття встановлено пам’ятну табличку із написом угорською: «Граф Іштван Сечені,  1791-1860,  1847. IX. 9. пароплав Паннонія на р. Тисі на території с. Четфалва попав у скрутне становище, на другий день "найвидатніший  угорець" відвідав наше село».
- В першій половині ХХ-го сторіччя навколишні місця відвідував видатний угорський письменник Жигмонд Моріц, збирав тут народний фольклор, робив малюнки внутрішнього інтер’єру місцевого реформатського храму.

## Галерея

Католицький храм Святого Духа та Реформатська церква
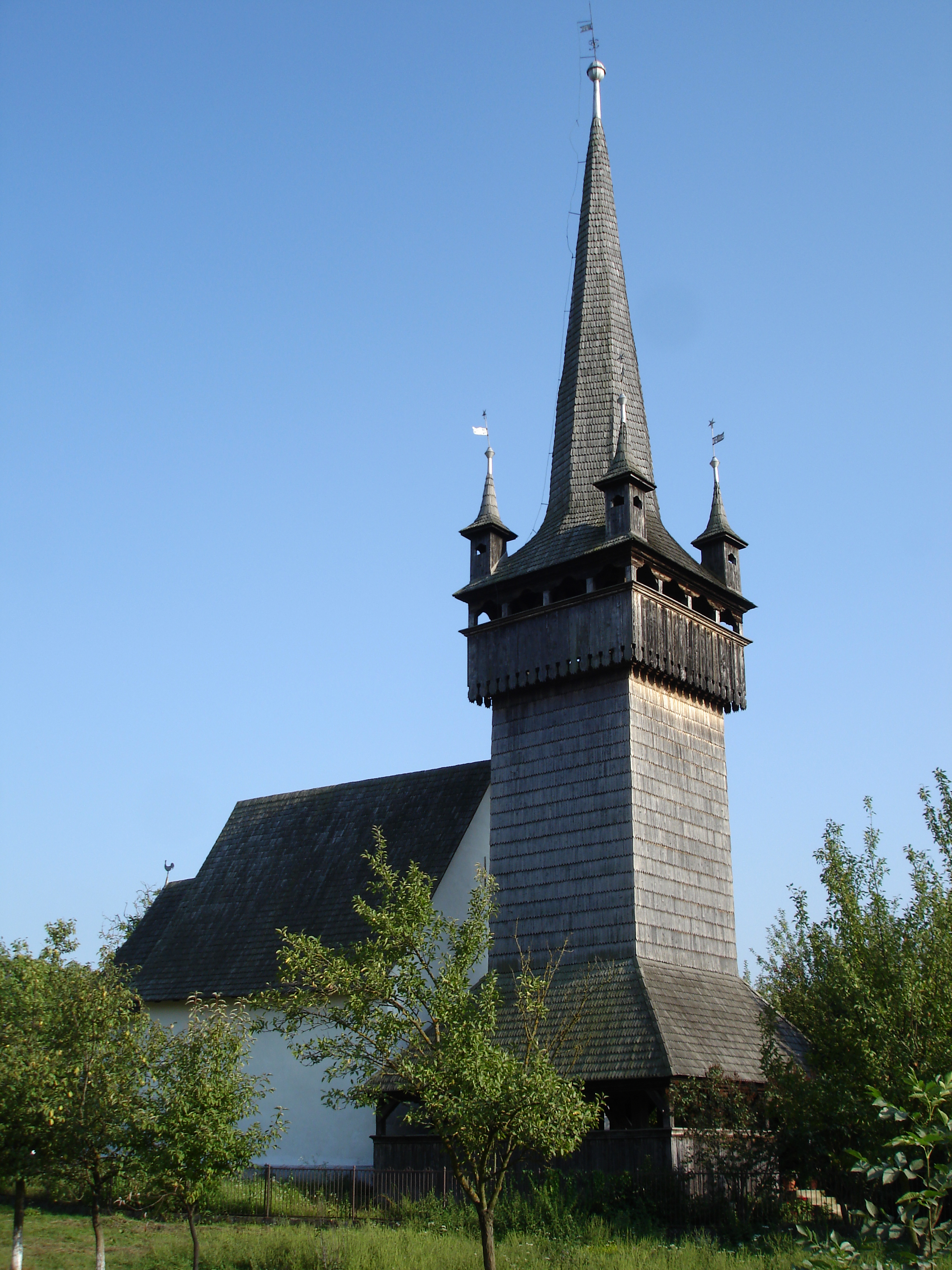
Дзвіниця
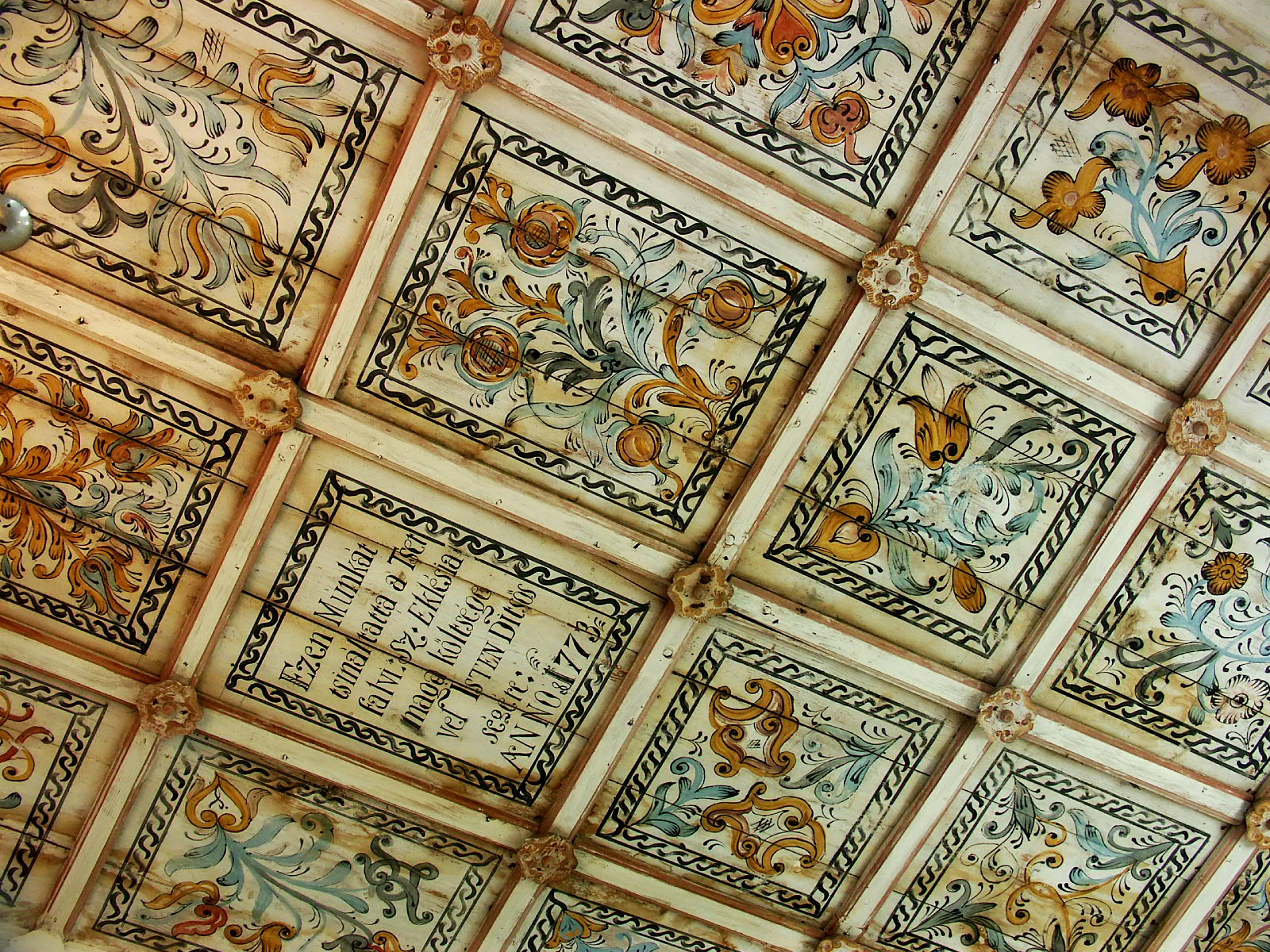
Стеля реформатського костелу, оздоблена 60-ма дерев'яними дошками-кесонами із декоративними орнаментальними розписами (майстер Шандор Ференц, 1753)
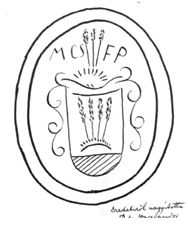
Печатка Четфалви 1810 року
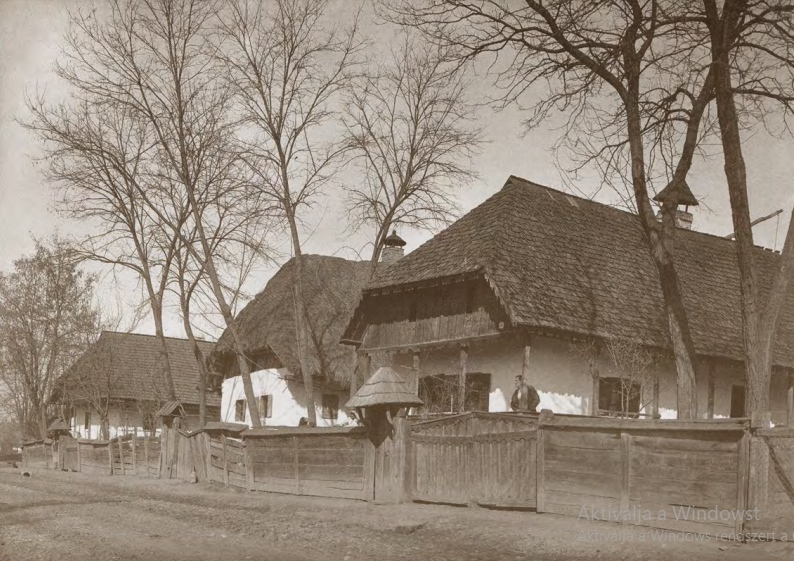
Фермерські будинки в Четфалві в 1921 році
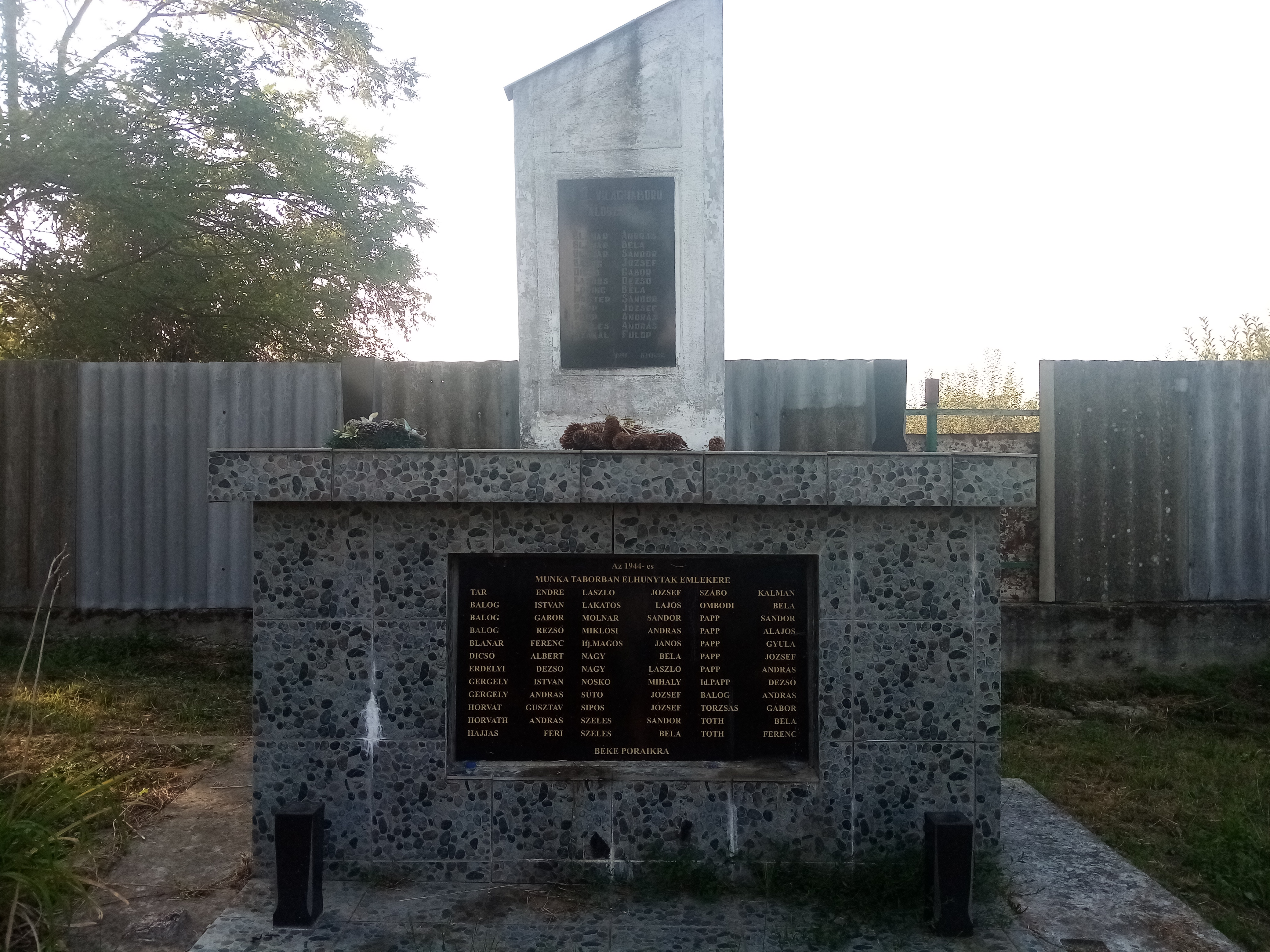
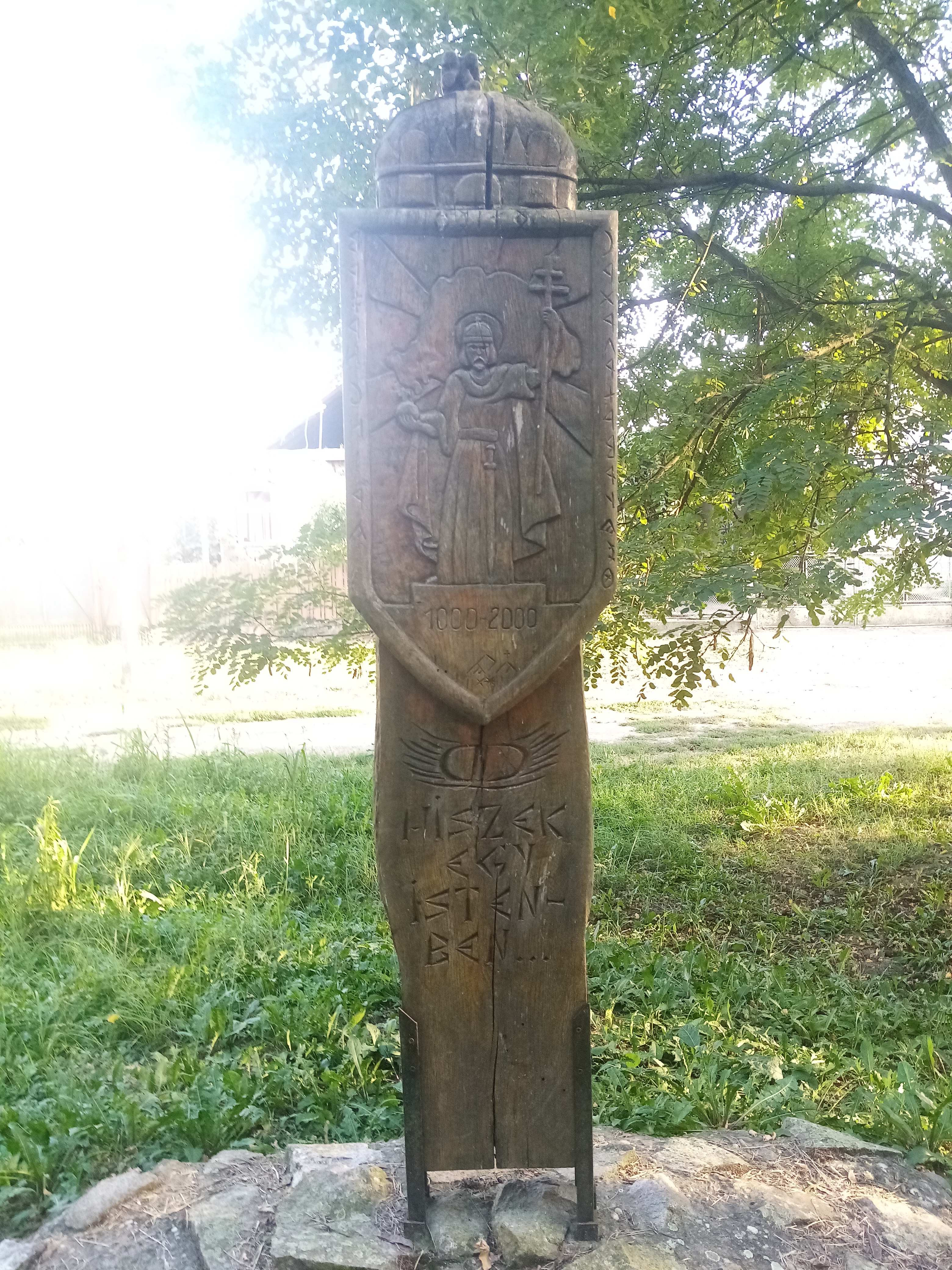